# Павловка (Криничанский район)
Павловка (укр. Павлівка) — село, Катеринопольский сельский совет, Криничанский район, Днепропетровская область, Украина.
Код КОАТУУ — 1222083008. Население по переписи 2001 года составляло 138 человек.

## Географическое положение
Село Павловка находится на берегу реки Саксагань, выше по течению на расстоянии в 1 км расположено село Божедаровка,
ниже по течению на расстоянии в 1,5 км расположено село Катеринополь, на противоположном берегу — село Божедаровка. Река в этом месте извилистая, образует лиманы, старицы и заболоченные озёра.